# بوردو ۳۸۴
سیارک ۳۸۴ (به انگلیسی: 384 Burdigala، نامگذاری:1894AV) سیصد و هشتاد و چهارمین سیارک کشف شده‌است که در ۱۱ فوریه ۱۸۹۴ کشف شد.
قدر مطلق سیارک برابر ۹٫۶۴ است.